# Libéral Bruant

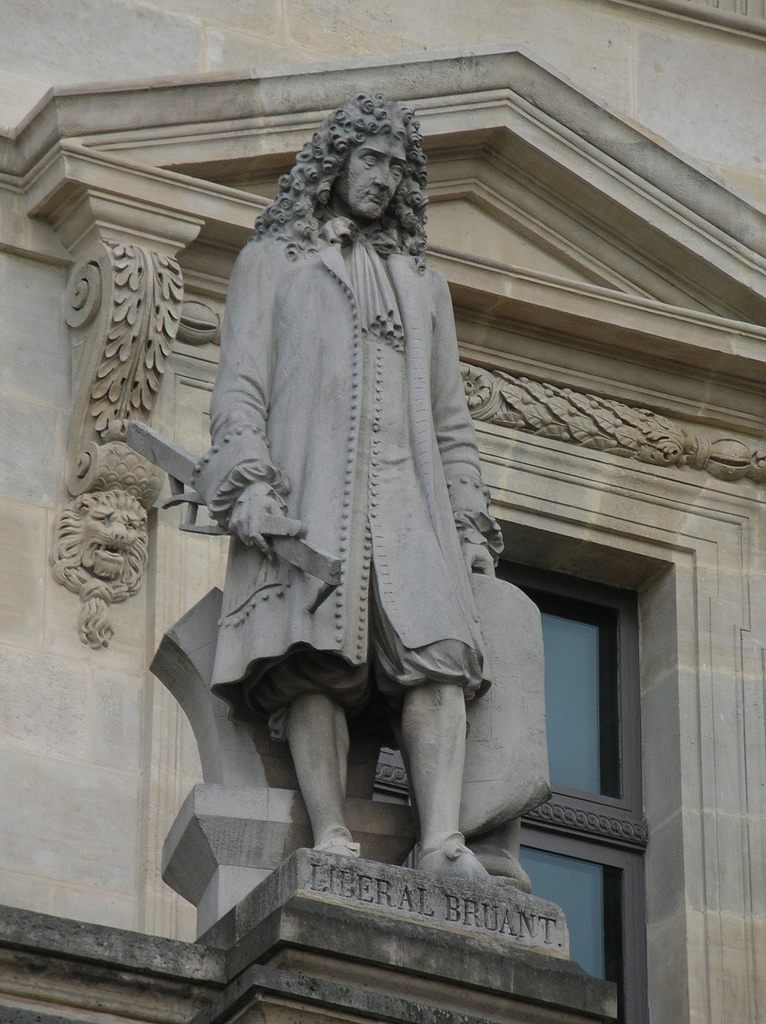
Statue von Libéral Bruant am Louvre, ausgeführt 1856 von Armand Toussaint

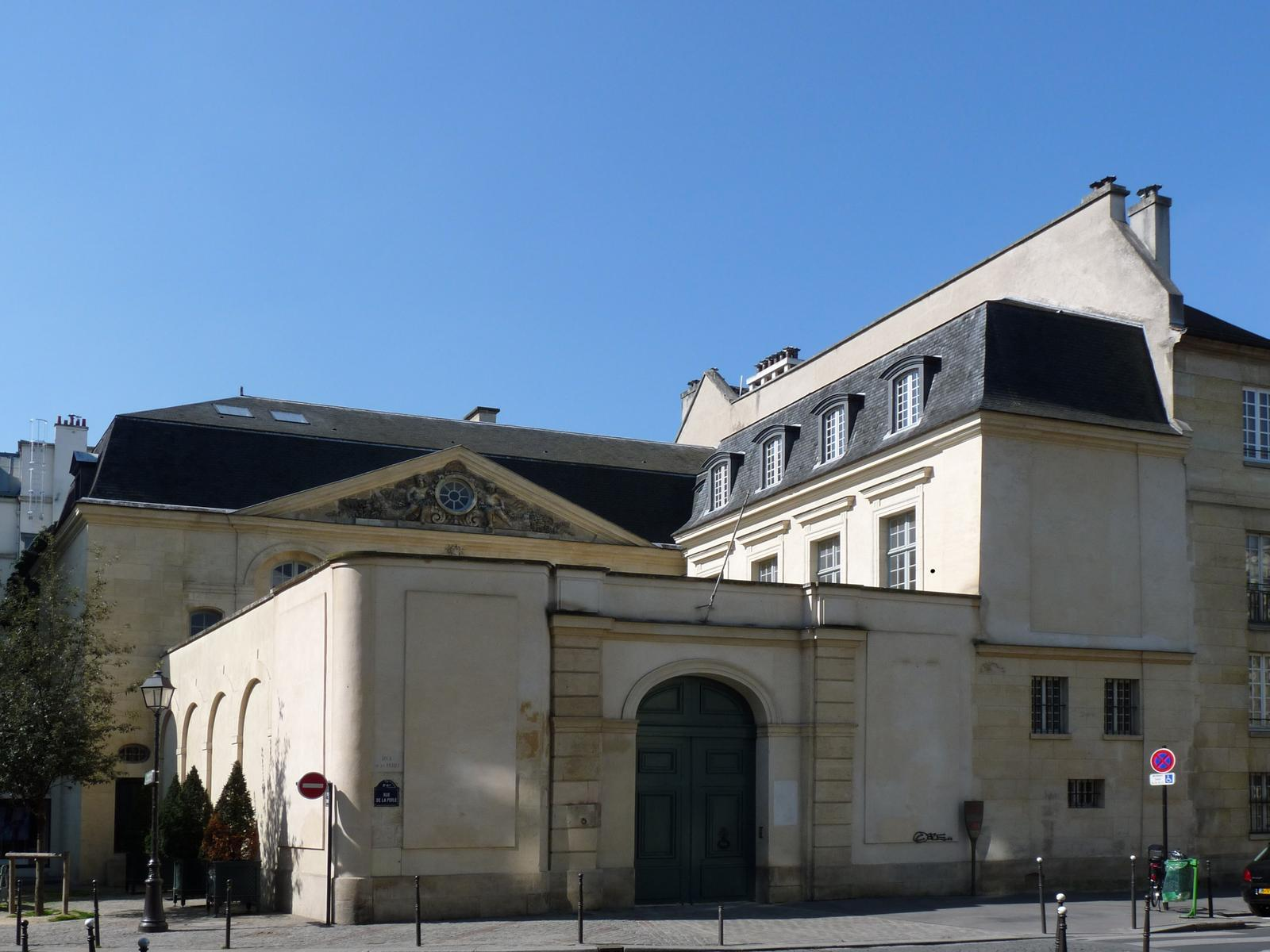
Hôtel Bruant, das Wohnhaus des Architekten in Paris

Libéral Bruant, oder Bruand, (* um 1635 in Paris; † 22. November 1697 ebenda) war ein französischer Architekt und einer der Hauptvertreter des französischen spätbarocken Klassizismus.

## Biografie
Bruant ist der berühmteste Spross einer Familie, die vom 16. bis zum 18. Jahrhundert eine Vielzahl von Architekten hervorbrachte. Sein Vater Sébastien Bruant (1602–1670) war Architekt und maître général de charpenterie du roi, ein Amt, das er 1670 vom Vater gerbt hatte. Seine Ausbildung als Architekt erhielt er bei  François Blondel (um 1618–1686), 1683 trat er als architecte du roi in den Dienst  Ludwigs XIV., 1669 bis 1695 bekleidete er zudem das Amt eines ingénieur des Ponts et Chaussées de France. Neben den Arbeiten, die er im Rahmen seiner Amtstätigkeit ausführte, war er auch unternehmerisch tätig.
Als eines von acht Gründungsmitgliedern wurde Bruant 1671 in die Académie royale d’architecture aufgenommen.

## Werke
1660 erhielt Bruant den Auftrag für die Umgestaltung der unter Ludwig XIII. gegründeten Pulverfabrik  Salpêtrière zu einem königlichen Hospital, in dem neben Waisen vor allem Außenseiter der Gesellschaft (etwa Bettler, Prostituierte, Geisteskranke) verwahrt wurden. Erhalten ist die nach Plänen von Bruant errichtete  Chapelle Saint-Louis.
Zu seinen bekanntesten Werken zählt der  Invalidendom in Paris, dessen imposante Kuppel allerdings von Jules Hardouin-Mansart entworfen wurde, der zuvor mit Bruant bei diesem Projekt zusammengearbeitet hatte.
Für sich selbst baute er 1685 im Marais, Rue de la Perle ein Stadtpalais, in dem bis 2003 das Schlosserei-Museum (Musée de la Serrure) untergebracht war.
Übersicht wichtige Bauprojekte:
- Hôpital de la Salpêtrière, Paris
- Richmond Castle, England, für den  Herzog von York;
- Hôtel des Invalides, Paris (die Kirche nach dem Entwurf von Jules Hardouin-Mansart);
- Hôtel Libéral Bruant, Paris
- Notre-Dame-des-Victoires, Paris.